# Jan Mulder (voetballer, 1945)
Johan (Jan) Mulder (Bellingwolde, 4 mei 1945) is een Nederlandse voormalig profvoetballer, columnist, schrijver, acteur en televisiepersoonlijkheid.

## Voetbalcarrière

### WVV
Jan Mulder groeide op in Bellingwolde, een dorp in de provincie Groningen, als de zoon van een schoenmaker. Hij volgde de HBS, maar maakte zijn studies niet af. Op jonge leeftijd sloot hij zich aan bij de Winschoter voetbalvereniging WVV 1896 en voetbalde hij voor verscheidene vertegenwoordigende elftallen. Zo won hij in juni 1963 met het Groninger voetbalelftal een internationaal jeugdtoernooi in Veendam. Daar werd hij door de voorzitter van het Belgische Racing Tienen, dat ook aan het toernooi had deelgenomen, ontdekt. Maar ondanks een verblijf van enkele dagen in België besloot Mulder om niet bij de Belgische derdeklasser aan de slag te gaan.
Bij WVV vormde hij in het eerste elftal een succesvol aanvalsduo met Sietze Veen. In 1963 werd Mulder uitgenodigd voor het Nederlands amateurvoetbalelftal en speelde drie interlands. In het seizoen 1963/64 werd Mulder topschutter met 37 doelpunten en veroverde WVV de titel in de Eerste Klasse Noord. In 1964 kregen Veen en Mulder een aanbieding van RSC Anderlecht. De Belgische topclub wilde beide spelers kopen en vervolgens een jaar bij satellietclub Racing Tienen stallen. De transfer ging niet door omdat Mulder, die ook bij het Nederlandse amateurelftal speelde, zich veel te groot vond om bij Tienen te spelen en Veen van zijn ouders niet naar het verre Brussel mocht. Uiteindelijk trok Veen in 1964 naar SC Heracles, terwijl Mulder ondanks herhaaldelijk aandringen van Albert Roosens, de toenmalige voorzitter van RSC Anderlecht, bij WVV bleef.
In het seizoen 1964/65 is Mulder goed voor 23 doelpunten en wordt WVV derde. In het voorjaar van 1965 werd hij door bondscoach Georg Kessler als eerste amateurvoetballer ooit opgeroepen voor Jong Oranje. Bovendien mag hij in die periode enkele keren meetrainen en -spelen met het eerste elftal van Anderlecht. Hoewel met Ajax en GVAV ook clubs uit de Eredivisie interesse tonen, tekende Mulder in 1965 een contract bij de Brusselse club.

### RSC Anderlecht

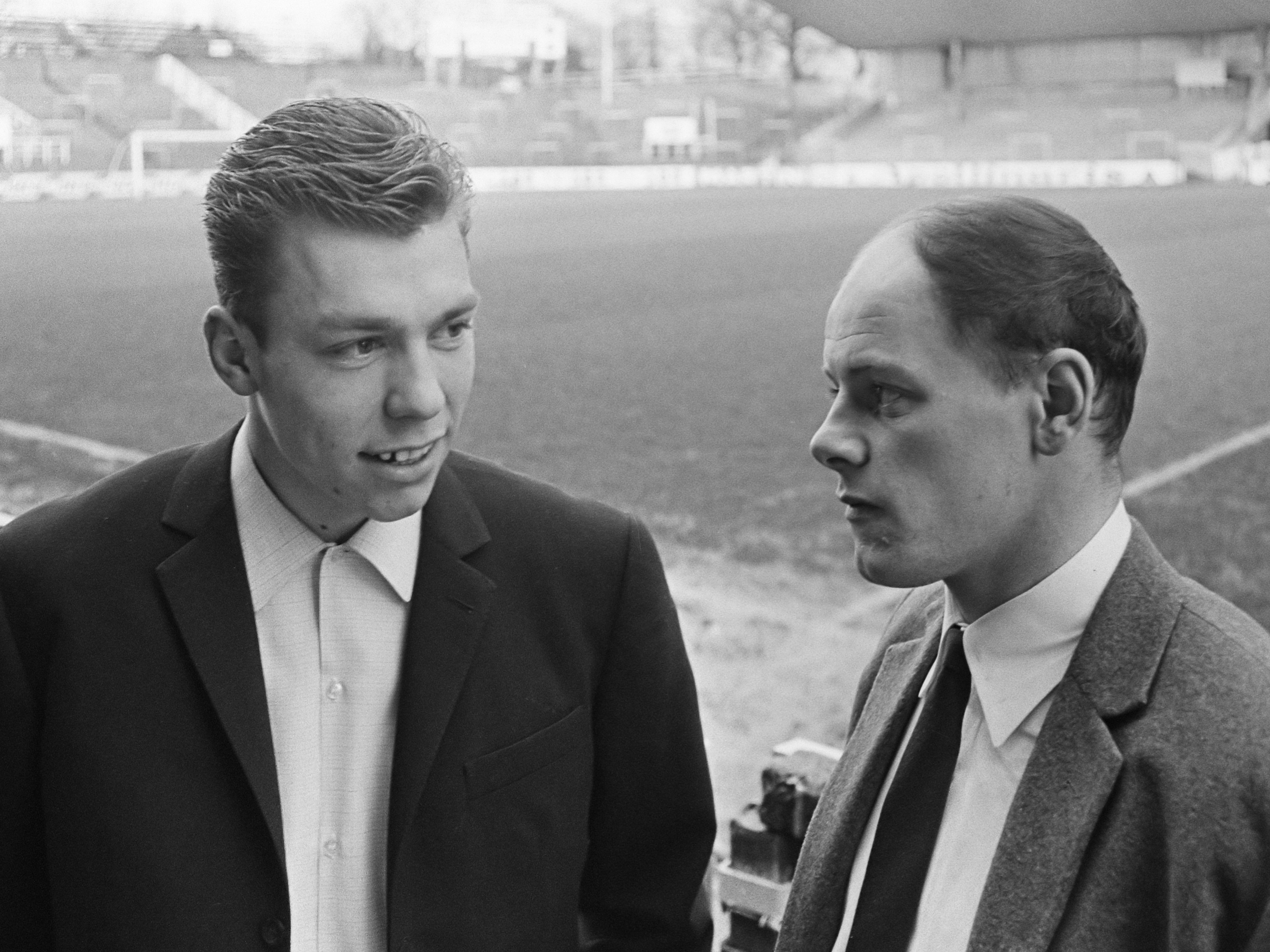
Jan Mulder (links) en zijn landgenoot Pummy Bergholtz als spelers van Anderlecht (14-2-1966).

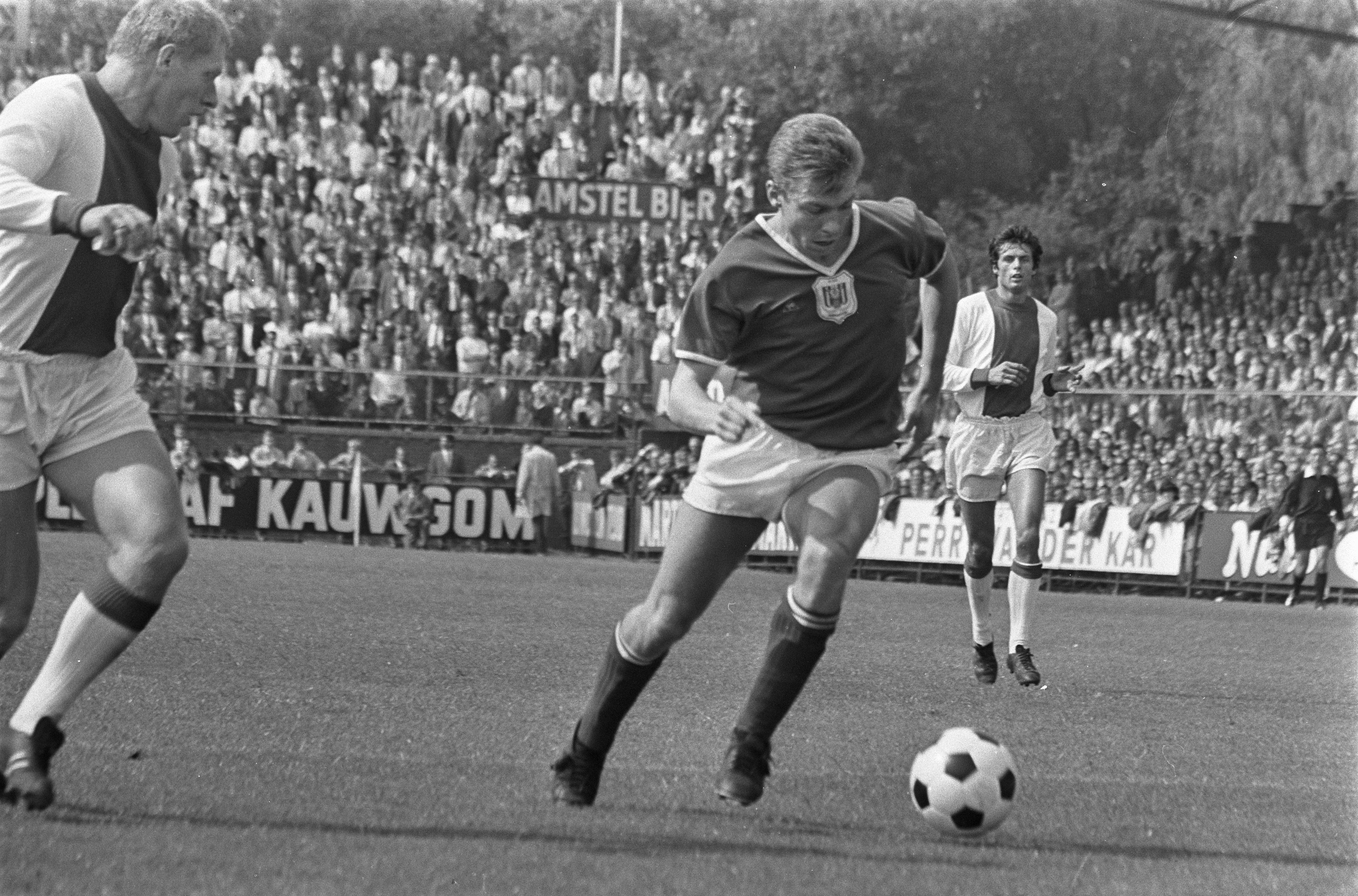
Jan Mulder in een oefenduel tegen zijn latere werkgever Ajax (6-8-1967).

In Anderlecht werd Jan Mulder in het team van trainer Pierre Sinibaldi een ploeggenoot van onder meer Paul Van Himst, Jef Jurion, Wilfried Puis, Laurent Verbiest, Georges Heylens, Johan Devrindt en Pierre Hanon. Ook zijn landgenoot Gerard "Pummy" Bergholtz maakte in 1965 de overstap naar Brussel. Op 6 oktober 1965 maakte Mulder in de beker van België zijn officieel debuut voor RSC Anderlecht. Paars-wit won toen met 16-0 van Marchienne; Mulder maakte vijf doelpunten en Johan Devrindt vestigde een clubrecord door zeven keer te scoren.
Nadien kreeg de 20-jarige aanvaller, die vooral opviel door zijn techniek en kracht, ook zijn kans in de competitie en Europa. Op 23 november 1965 maakte Mulder zijn Europees debuut. Anderlecht won toen in de 1/8 finale van de Europacup I met 9-0 van het Ierse Derry City. Mulder scoorde in dat duel een hattrick. In de volgende ronde nam Anderlecht het op tegen Real Madrid. Anderlecht won de heenwedstrijd met 1-0, maar in het Estadio Santiago Bernabéu won Real Madrid mede dankzij de Franse scheidsrechter José Barberan met 4-2. Barberan, wiens naam nadien in België synoniem werd voor scheidsrechterlijke dwalingen, keurde om onbegrijpelijke redenen een geldig doelpunt van Mulder af. Anderlecht sloot het seizoen uiteindelijk af als landskampioen met zeven punten voorsprong op het Sint-Truiden van trainer Raymond Goethals.
In het seizoen 1966/67 werd de Hongaar András Béres trainer. Onder hem raakte Anderlecht niet verder dan de tweede ronde van de Europacup I, maar won het in eigen land wel opnieuw de titel. Mulder had een belangrijk aandeel in de nieuwe landstitel; hij werd met twintig doelpunten de eerste Nederlandse topschutter in de Belgische competitie. Dat jaar werd hij ook voor het eerst geselecteerd voor Oranje. In het volgende seizoen raakte RSC Anderlecht opnieuw niet verder dan de tweede ronde van het kampioenenbal. Béres werd in januari 1968 opgevolgd door hulptrainer Arnold Deraeymaeker. Onder hem werd Mulder, die wegens een blessure een groot deel van het seizoen miste, voor de derde keer op rij kampioen.
In oktober 1968 werd de Roemeense coach Norberto Höfling aangetrokken, maar ook hij sneuvelde met paars-wit al in de tweede ronde van de Europacup I. Bovendien slaagde hij er met Anderlecht niet in om de titel te verlengen. Nog voor het einde van het seizoen haalde het bestuur de Franse succescoach Pierre Sinibaldi terug. De man onder wie Mulder in 1965 zijn debuut voor Anderlecht had gemaakt, loodste Anderlecht in 1970 naar de Finale Jaarbeursstedenbeker.  RSC Anderlecht, dat onderweg onder meer Newcastle United en Internazionale had uitgeschakeld, trof in de finale Arsenal. Paars-wit won de heenwedstrijd met 3-1 dankzij twee doelpunten van Mulder. De terugwedstrijd op Highbury werd met 3-0 verloren, waardoor Mulder naast zijn eerste Europese trofee greep.
In de competitie ging in zowel 1970 als 1971 de landstitel naar rivaal Standard. Ook in de beker presteerde paars-wit ondermaats, hoewel Mulder in het seizoen 1970/71 topschutter werd in de beker met een recordaantal van twaalf doelpunten. In de eerste ronde won Anderlecht met 14-0 van het bescheiden SV Blankenberge. Mulder scoorde toen zeven keer en evenaarde zo het clubrecord van zijn vroegere ploegmaat Devrindt.
In 1971 werd Constant Vanden Stock voorzitter van RSC Anderlecht en trok de club met succescoach Georg Kessler een oude bekende van Mulder aan. De vroegere trainer van het Nederlands amateurelftal moest het team discipline bijbrengen. Zowel Mulder als Van Himst stoorden zich aan de eigenzinnige aanpak van Kessler, die in zijn eerste seizoen wel de dubbel veroverde. In de bekerfinale versloeg paars-wit rivaal Standard met 1-0. Ook in de competitie bleef het lang spannend. Anderlecht won op de laatste speeldag met 5-1 van Sint-Truiden, maar was afhankelijk van het resultaat van Club Brugge, dat niet mocht winnen van het Brusselse RWDM. Het stadion van Anderlecht wachtte via de radio in spanning het resultaat af van de andere wedstrijd. Brugge speelde uiteindelijk gelijk, waardoor RSC Anderlecht kampioen werd. Mulder liet zich toen met ontbloot bovenlijf op handen dragen door de supporters.

### Ajax

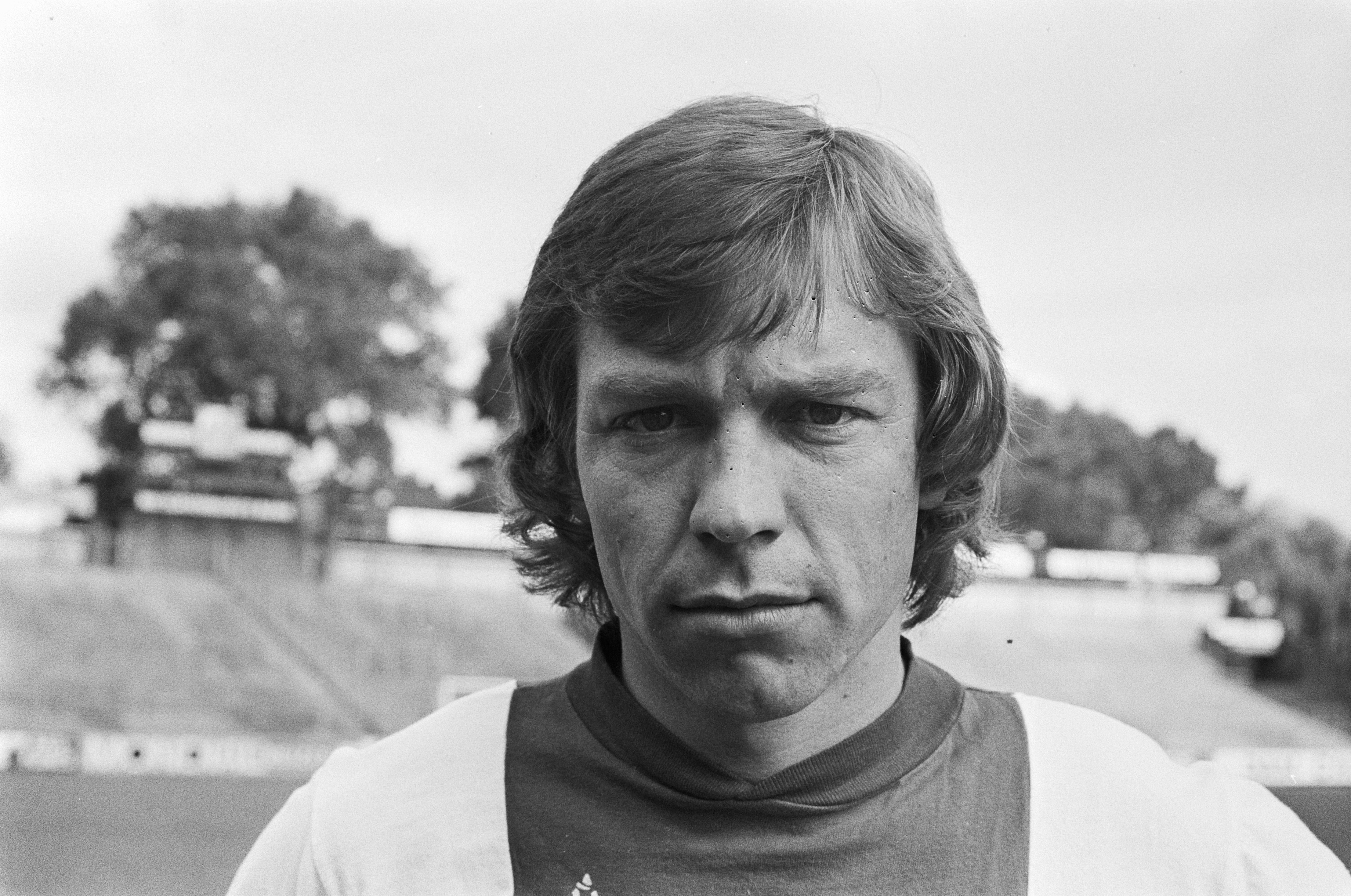
Jan Mulder als speler van Ajax (1974).

In 1972 besloot Mulder, die niet langer met Kessler wilde samenwerken, om terug naar Nederland te keren. Zowel Ajax als Feyenoord toonden interesse in de 28-jarige spits. Wekenlang speculeerde de Belgische en Nederlandse pers over welke topclub aan het langste eind zou trekken. Uiteindelijk koos Mulder, die gecharmeerd was door voorzitter Jaap van Praag, voor Ajax.
In Amsterdam maakte Mulder aanvankelijk deel uit van een talentvolle generatie bestaande uit Johan Cruijff, Johan Neeskens, Sjaak Swart, Piet Keizer, Ruud Krol, Wim Suurbier, Gerrie Mühren, John Rep en de net als hij van WVV uit Winschoten afkomstige Arie Haan. Maar door een aanslepende knieblessure kon Mulder nooit doorbreken bij Ajax. In zijn eerste seizoen 1972/73 wonnen de Amsterdammers de landstitel (met 60 van de maximaal 68 haalbare punten, en een doelsaldo van +84 (102-18)) en de Europacup I, maar kwam hij door zijn blessure amper aan spelen toe. Wel beleefde Jan Mulder een prestatieve topdag op 8 oktober 1972, toen hij in de wedstrijd Ajax-Telstar (9-2) drie maal scoorde.
In het seizoen 1973/74 keerde Mulder terug in het elftal, dat na het vertrek van Cruijff naar FC Barcelona er niet meteen in slaagde om nieuwe successen te boeken. Ajax werd, na vrijstelling in de eerste ronde, in de tweede ronde van de Europacup I uitgeschakeld en moest zich in de Eredivisie tevreden stellen met een derde plaats, na wel het eerste driekwart van de competitie, tot en met half maart 1974, eerste te hebben gestaan. De Europese Supercup 1973 werd wel gewonnen in januari 1974 (AC Milan-Ajax 1-0, Ajax-AC Milan 6-0). Ook na de komst van Hans Kraay sr. in de zomer van 1974 veranderde weinig aan de situatie van Ajax. Mulder en zijn ploegmaats raakten opnieuw niet verder dan de derde plaats in 1974/75, op een minder briljante manier dan in 1973/74,  terwijl ze in de UEFA Cup in de 1/8 finale werden uitgeschakeld door Juventus. Na afloop van het seizoen 1974/75 werd de 30-jarige Mulder omwille van zijn knieblessure medisch afgekeurd.

## Erelijst
Als speler
| Competitie                 |        |                                    |     |     |
| Competitie                 | Aantal | Jaren                              |     |     |
| WVV                        | WVV    | WVV                                | WVV | WVV |
| -------------------------- | ------ | ---------------------------------- | --- | --- |
| Eerste klasse Noord        | 1x     | 1964                               |     |     |
| Anderlecht                 |        |                                    |     |     |
| Eerste klasse              | 4x     | 1965/66, 1966/67, 1967/68, 1971/72 |     |     |
| Beker van België           | 1x     | 1971/72                            |     |     |
| Ajax                       |        |                                    |     |     |
| Mondiaal                   |        |                                    |     |     |
| Wereldbeker voor clubteams | 1x     | 1972                               |     |     |
| Internationaal             |        |                                    |     |     |
| Europacup I                | 1x     | 1972/73                            |     |     |
| UEFA Super Cup             | 2x     | 1972, 1973                         |     |     |
| Nationaal                  |        |                                    |     |     |
| Eredivisie                 | 1x     | 1972/73                            |     |     |

Individueel
- Topschutter in eerste klasse Noord: 1964
- Topschutter in de Belgische competitie: 1967
- Topschutter in de Belgische beker: 1971, 1972[7]

## Privéleven
Mulder trouwde in 1968 met Johanna van der Wal.  Ze zijn de ouders van Youri Mulder en Geret Mulder. Beide zonen werden geboren in Brussel.

## Mediacarrière

### Columnist
Als columnist werkte Mulder sinds 1978 tot en met de jaren '90 onder andere voor de weekbladen De Tijd en Elsevier. Voor Humo en Dagblad van het Noorden is hij nu (2010) nog altijd actief. In de Volkskrant schreef hij tot juli 2006 samen met Remco Campert de column CaMu op de voorpagina. De verhouding met de Volkskrant vertroebelde doordat de krant Mulders auteursrechten schond door publicatie van een cd-rom met daarop teksten van Mulder. Samen met twee andere Volkskrant-freelancers, Hans Heg en Huib Stam, startte Mulder een langlopend proces tegen de krant en uitgever PCM, waarbij de krant en uitgever enkele malen werden veroordeeld. Uiteindelijk haakte Mulder in 2001 vóór de definitieve uitspraak af, omdat hij verder procederen tegen een opdrachtgever toch niet juist achtte. Vanaf begin 2008 leverde hij wekelijks een videocolumn voor VolkskrantTV en hervatte zo de samenwerking met de Volkskrant.
Samen met Remco Campert trok hij enkele jaren van theater naar theater met een literair programma, achtereenvolgens "De Teen" (1993) en "Herinneringen" (1995). In 2004 waren beide heren verantwoordelijk voor de tekst van het Groot Dictee der Nederlandse Taal, die zij samen voordroegen.
Mulder was ook een poos columnist in dienst van de Vlaamse krant Het Nieuwsblad. In 2015 stapte hij over naar Het Laatste Nieuws.

### Televisieoptreden

#### Voetbalanalist

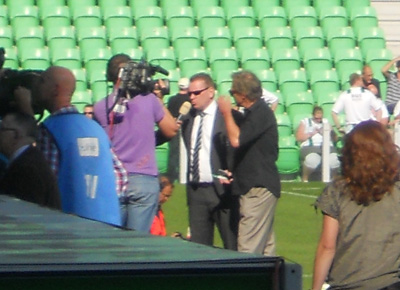
Jan Mulder (zwart overhemd) interviewt Hans Nijland samen met de NOS.

Met ingang van het seizoen 2005-2006 ging Mulder als voetbalanalyticus aan de slag bij Talpa in het programma De Wedstrijden. Ook nadat de zender werd omgedoopt tot Tien, bleef Mulder verbonden aan dit programma. Samen met Ruud Gullit gaf Mulder elke week uitvoerig zijn mening over de gespeelde wedstrijden in de Eredivisie. Na de jaargang 2006-2007 verhuisde Mulder – in tegenstelling tot onder meer Humberto Tan en Jan van Halst – echter niet mee naar RTL. Tijdens het WK 2006 was hij nog wel te zien in het programma Villa BvD van Frits Barend en Henk van Dorp. Van oktober 2008 tot medio 2016 was Mulder analist voor het programma Studio Voetbal van de NOS.
In 2011-2012 had hij in het laatste seizoen van de Vlaamse talkshow De laatste show op één een wekelijkse rubriek op dinsdag. Hierin besprak hij het Belgische voetbal van de afgelopen week. Tijdens het WK van 2014 was Mulder sidekick en analist voor Sporza van de Vlaamse Radio- en Televisieomroeporganisatie. Hij besprak er dagelijks wedstrijden zij aan zij met onder anderen Johan (Jan) Boskamp en Karl Vannieuwkerke. Vanaf het seizoen 2014/15 werd hij ook een van de vaste analisten van het voetbalpraatprogramma Extra Time. Tijdens het Europees kampioenschap voetbal 2016 en het Wereldkampioenschap voetbal 2018 was Mulder weer sidekick en analist voor Sporza. Onder leiding van Karl Vannieuwkerke besprak hij dagelijks wedstrijden, zij aan zij met onder anderen Imke Courtois, Wesley Sonck, Franky Van der Elst, Geert De Vlieger en Gert Verheyen.

#### Overige televisieprogramma's
Tot en met april 2006, toen het programma stopte, was Mulder verbonden aan het praatprogramma Barend & Van Dorp dat bij de commerciële zender Talpa en eerder RTL 4 was te zien. Door zijn bijdrage aan dit programma kreeg hij het imago van een emotionele persoonlijkheid, die vaak heftige kritiek had op onder andere de politiek, en die kritiek niet onder stoelen of banken stak. Dit ondanks het feit dat Barend en Van Dorp vonden dat een journalist zich zo onafhankelijk mogelijk moet opstellen.
Verder was Mulder te zien in commercials, onder andere als "blauwe leeuw" in reclamespots van de Postbank.
Mulder was vaak tafelheer bij het VARA-televisieprogramma De Wereld Draait Door, waar hij eveneens vaak kritiek uit op menig persoon, bedrijf, partij of instantie. Op 21 maart 2011 stuurde hij live, met hulp van Jort Kelder, zijn eerste tweet. Dit leverde hem binnen een uur meer dan 10.000 followers op. Tevens verzorgde Mulder enkele jaren aan het einde van iedere maand de rubriek ''ergernissen van de week'' bij DWDD.
In 2015 presenteerde Mulder de realityserie Dwangers op de Vlaamse televisiezender VIER.

## Maatschappelijke betrokkenheid
Mulder hield op 22 maart 2014 de achtste Jan Modderman Inleiding. De Jan Modderman inleidingen, die jaarlijks in de Groninger Nieuwe Kerk gehouden worden, hebben als doel een bijdrage te leveren aan de bevordering van de bewustwordingsprocessen die dienen tot een verbetering van het maatschappelijk samenleven en het welzijn van alle mensen. De lezing van Mulder had de titel "Rozen en tractoren".

## Fotogalerij

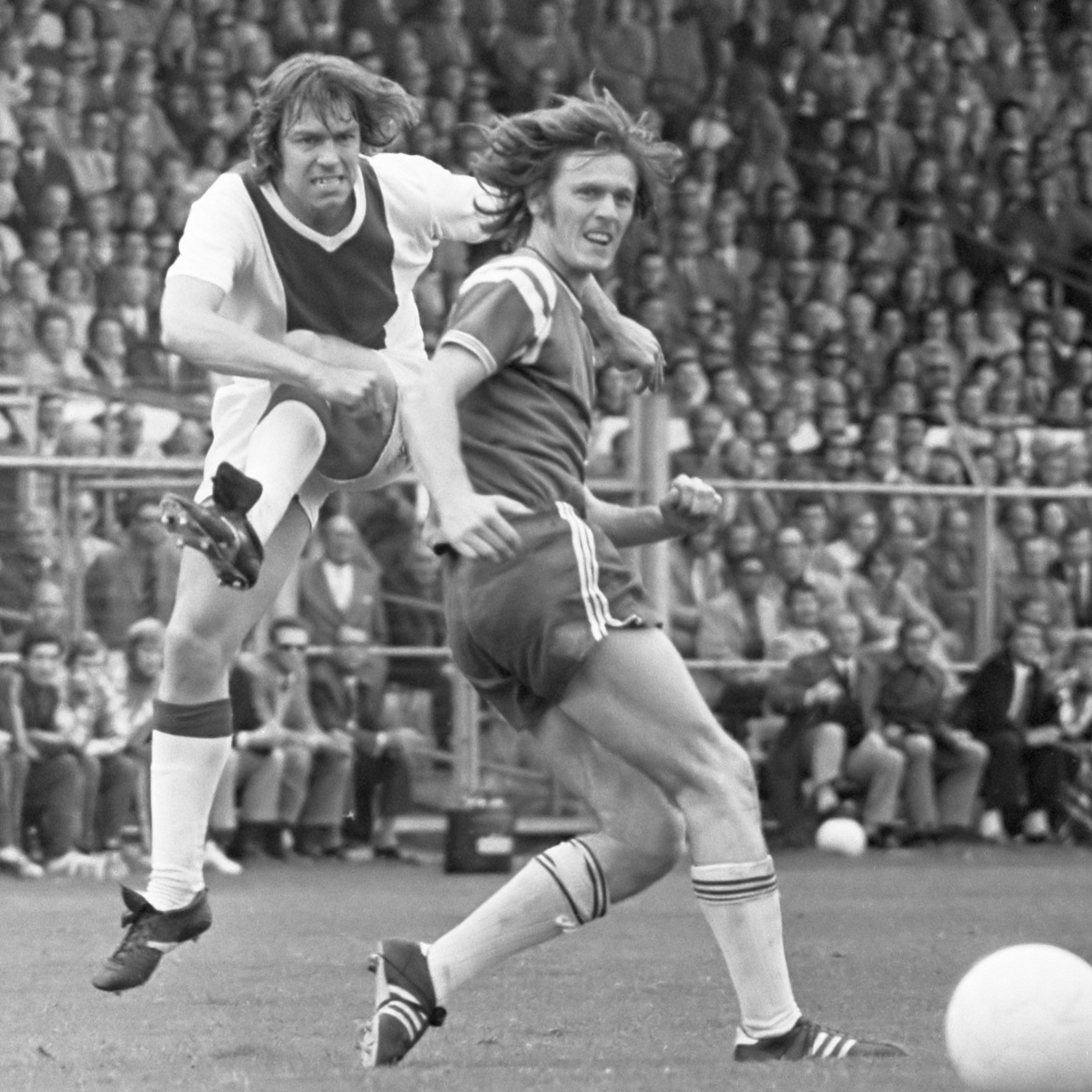
Ajax - Groningen 3-0, 24 september 1972
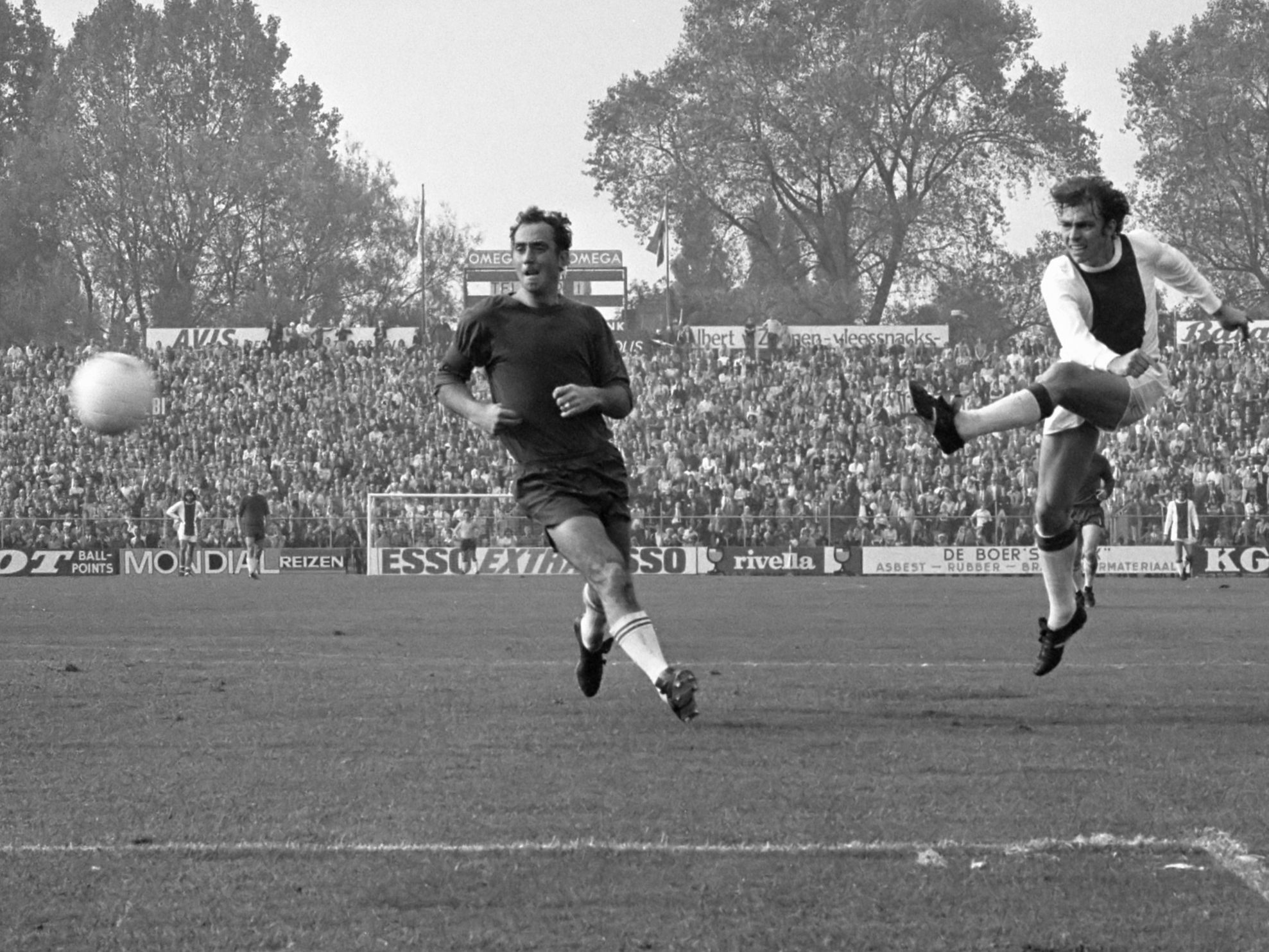
Ajax - Telstar 9-2, 8 oktober 1972
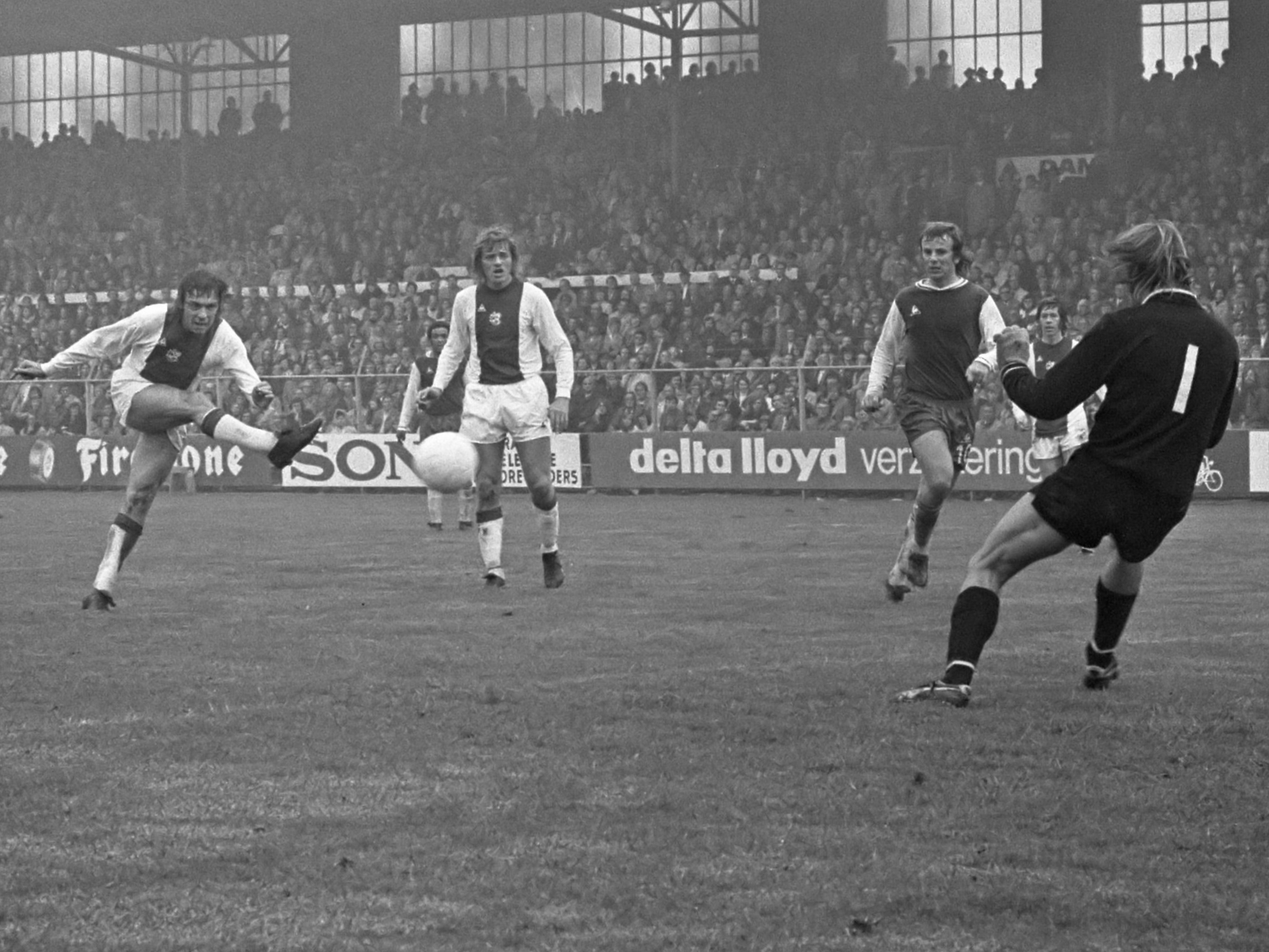
Ajax - Haarlem 5-0, 7 oktober 1973
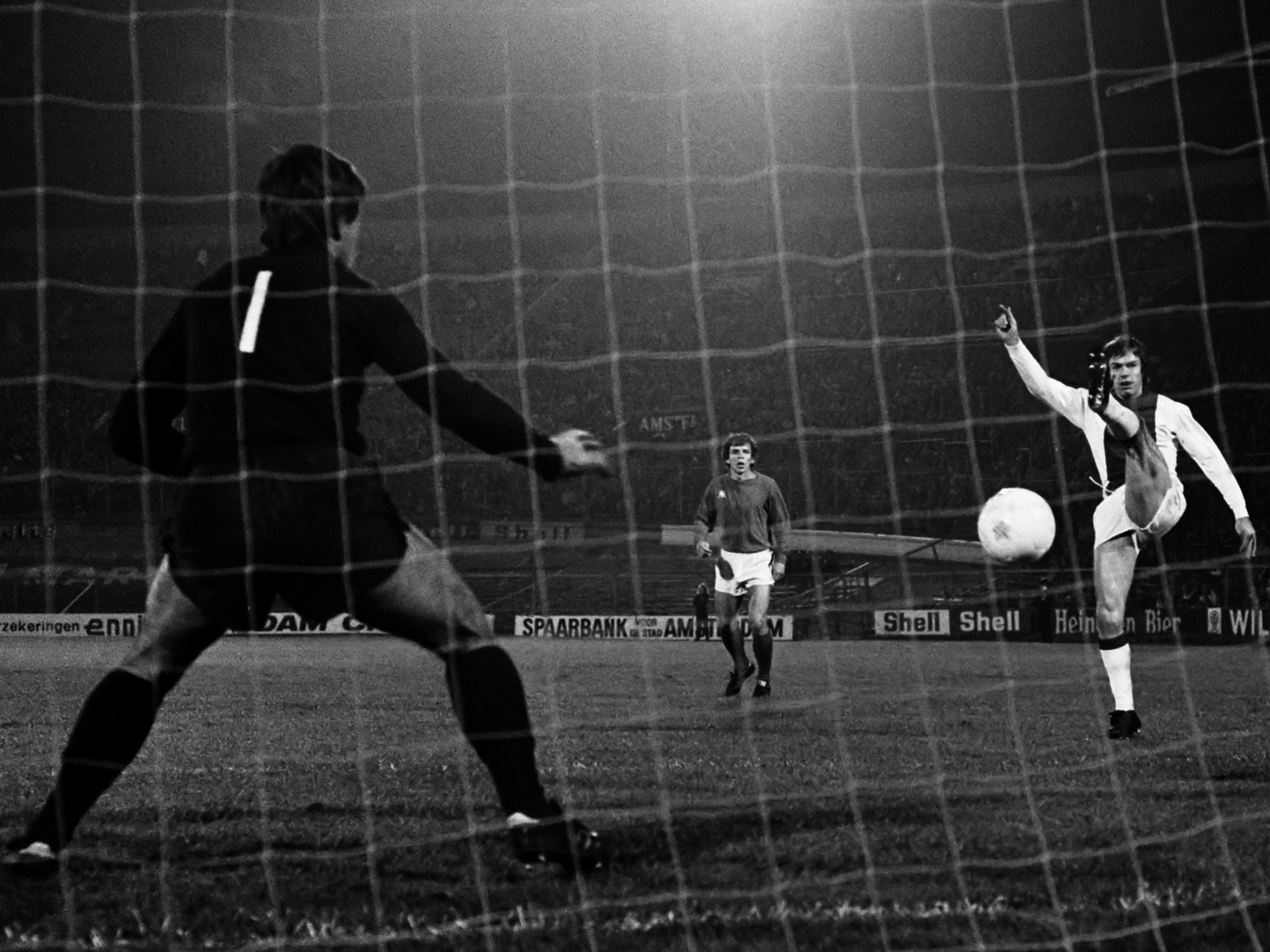
Ajax - CSKA Sofia 1-0, 24 oktober 1973
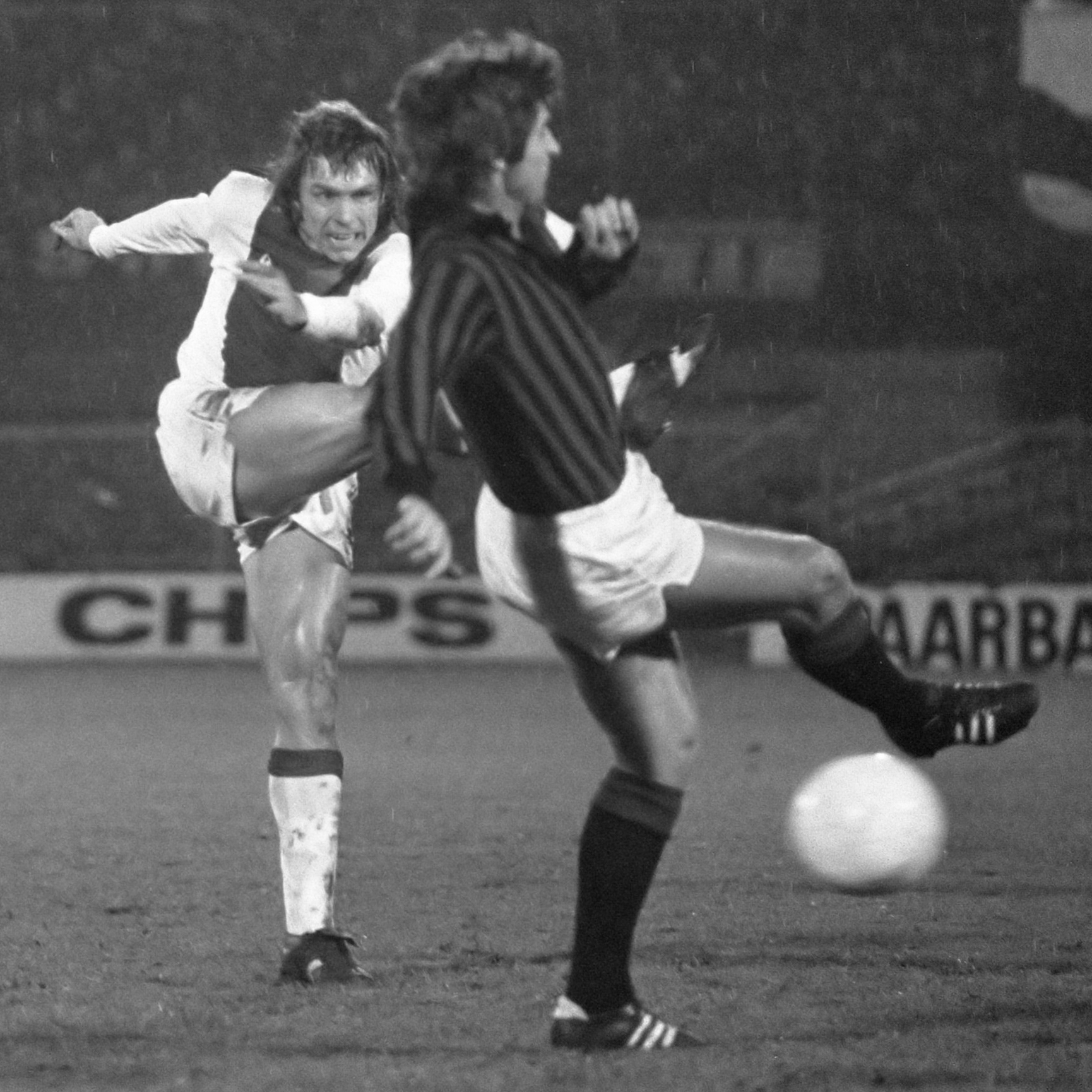
Ajax - AC Milan 6-0, 16 januari 1974
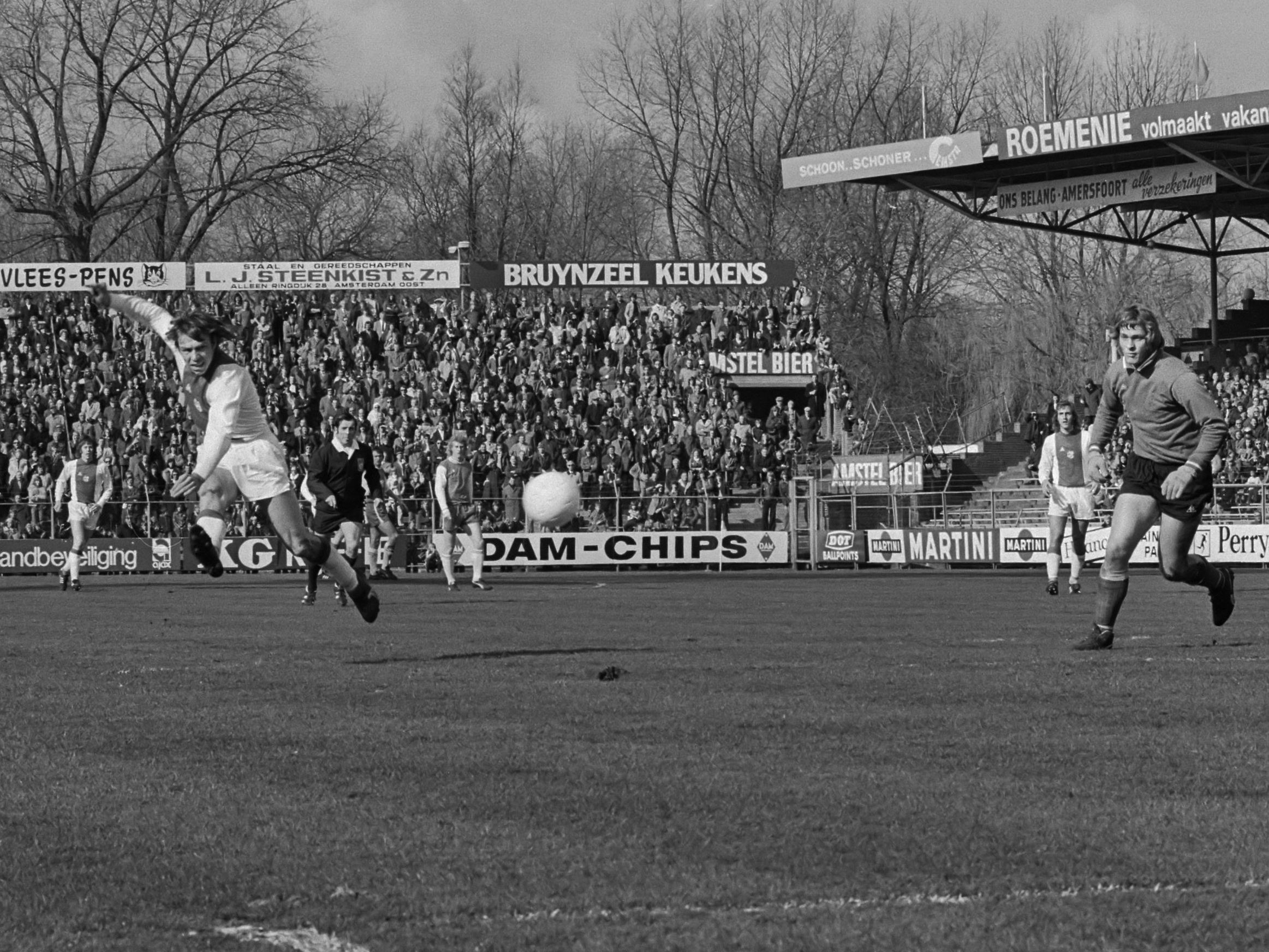
Ajax - AZ'67 2-0, 3 maart 1974
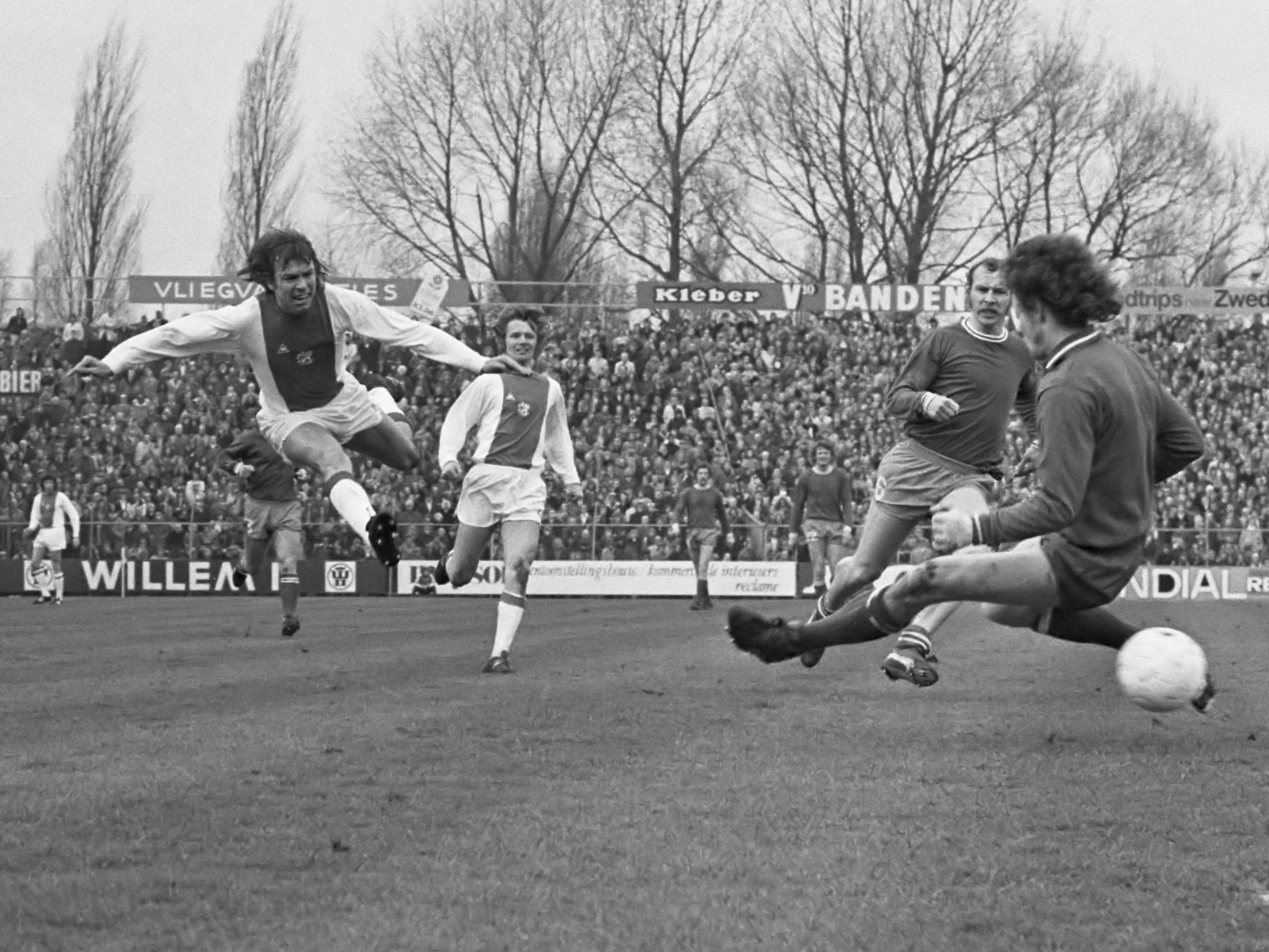
Ajax - FC Utrecht 5-2, 16 maart 1974
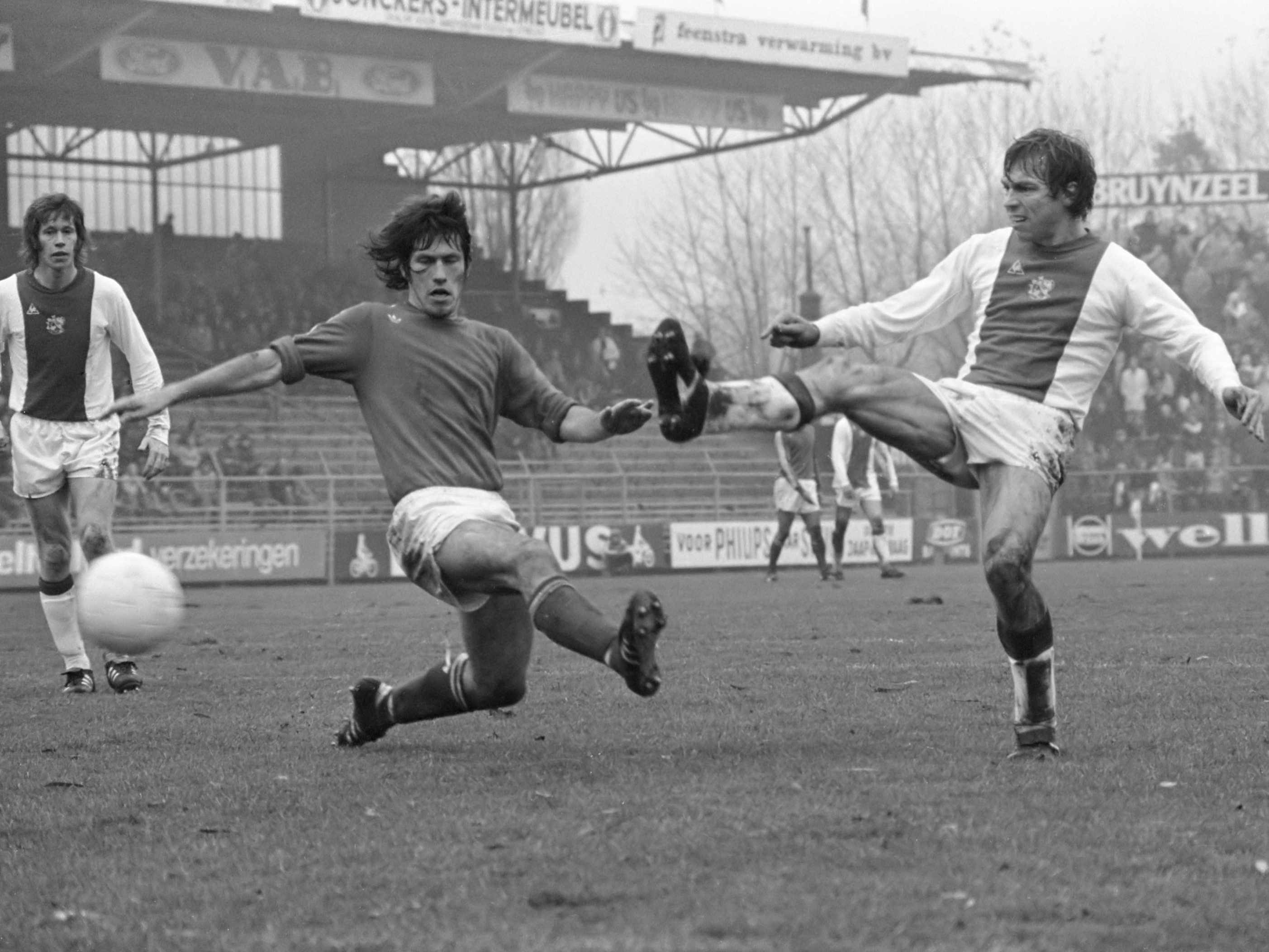
Ajax - Go Ahead Eagles 3-0, 3 november 1974
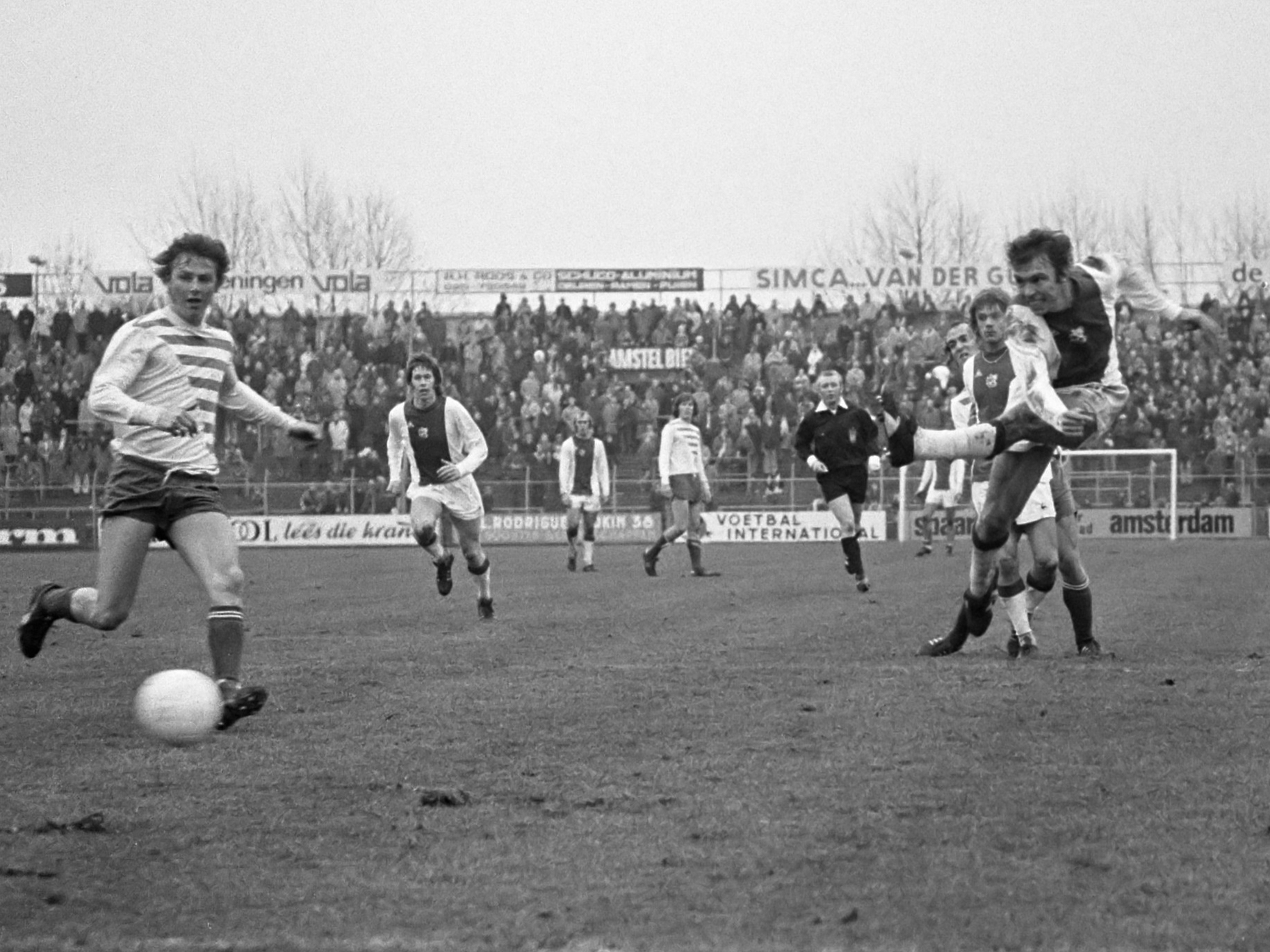
Ajax - Groningen 9-0, 6 januari 1974
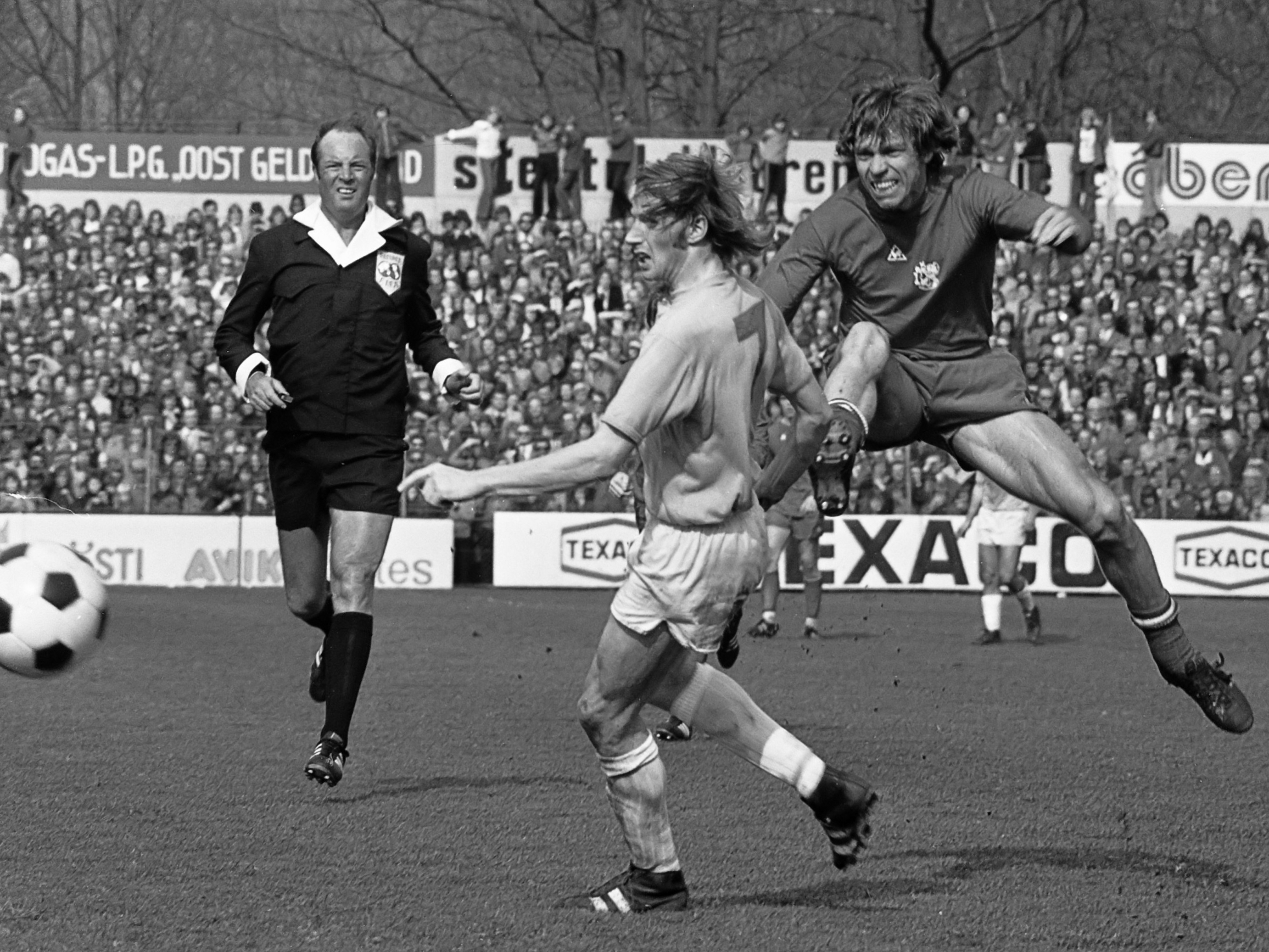
De Graafschap - Ajax 0-0, 20 april 1975

## Filmografie

### Film
- Walhalla (1995) - Marinus Vroegop
- SEXtet (2007) - Johan
- Het wapen van Geldrop (2008)
- De blauwe bus (2009) - Hank Chinaski

### Televisieseries
- Schoppentroef (1984) - Oud-international
- Kees & Co (1999) - Zwitserse man (stem)

## Publicaties
- Opmars der strafschopgebieden (1978)
- De eeuwige reserve  (1982)
- Het vriendje van Jesper Olsen (1984)
- De toespraken (1987)
- Diva in Winschoten (1988)
- De vuurspuwer van Ootmarsum (1991)
- Fiebelekwinten (1994), Samen met Remco Campert
- Spreek en vergissing (1994)
- Villa BvD (1999)
- Familie-album (1999), Samen met Remco Campert
- Overwinningen & Nederlagen (verzameld sportwerk deel 1) (2001)
- Spelers & Speelsters (verzameld sportwerk deel 2) (2001)
- Opkomst & Ondergang (verzameld sportwerk deel 3) (2001)
- De vrouw als karretje (verzameld proza) (2001)
- Strafschopgebieden & Reserves (verzameld sportwerk deel 4) (2002)
- Iris in de zomer van 2003 (2003)
- Labradoedel, de mediamoeheid der dieren (2009)
- De analyticus (2009)
- Ware liefde (2010)
- Chez Stans (2010)
- Tot u spreekt Jan Mulder (2014)
- Duivelskunstenaar (2016)
- Liefde en Aardbevingen (2018)